# Sirex noctilio
Genre
Sirex noctilio est une espèce d'hyménoptères de la famille Siricidae. Elle vit en symbiose avec un champignon (Amylostereum areolatum), dont elle conserve les spores dans des organes abdominaux particuliers. Ce champignon sert de nourriture au stade larvaire de l'insecte et facilite la colonisation du bois. Après la nymphose, le champignon retourne dans le corps de la guêpe adulte femelle, qui récupère le mycélium via l'ovipositeur.
Dans son aire de répartition d'origine, l'espèce ne cause que des dégâts mineurs aux forêts ; cependant, le duo champignon + guêpe constitue une menace sérieuse pour les peuplements de conifères en Amérique du Nord et du Sud, en Australie et en Afrique du Sud, où la guêpe a été introduite. La mortalité des arbres atteint alors jusqu'à 80 %. Dans ces régions l'espèce est classée comme hautement invasive par l'UICN.

## Systématique
Cette espèce a été décrite pour la première fois par Johan Christian Fabricius dans son Entomologia Systematica Emendata Et Aucta en 1793. Elle a pour synonymes Sirex melanocerus (Thomson, 1871) et Paururus nctilio.

## Description

### Imago

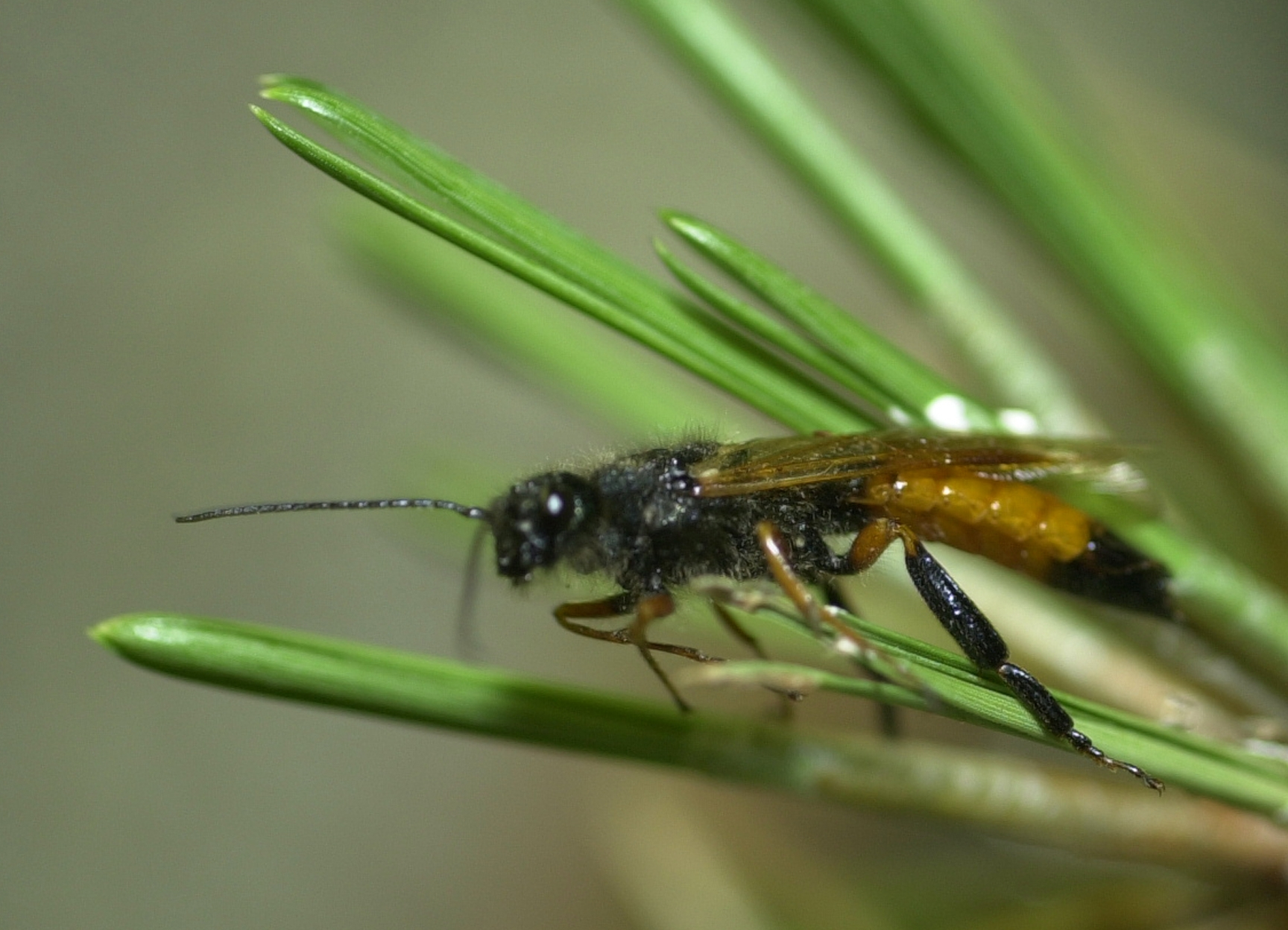
Les mâles ont des sections médianes orange sur l'abdomen et des pattes postérieures principalement noires.

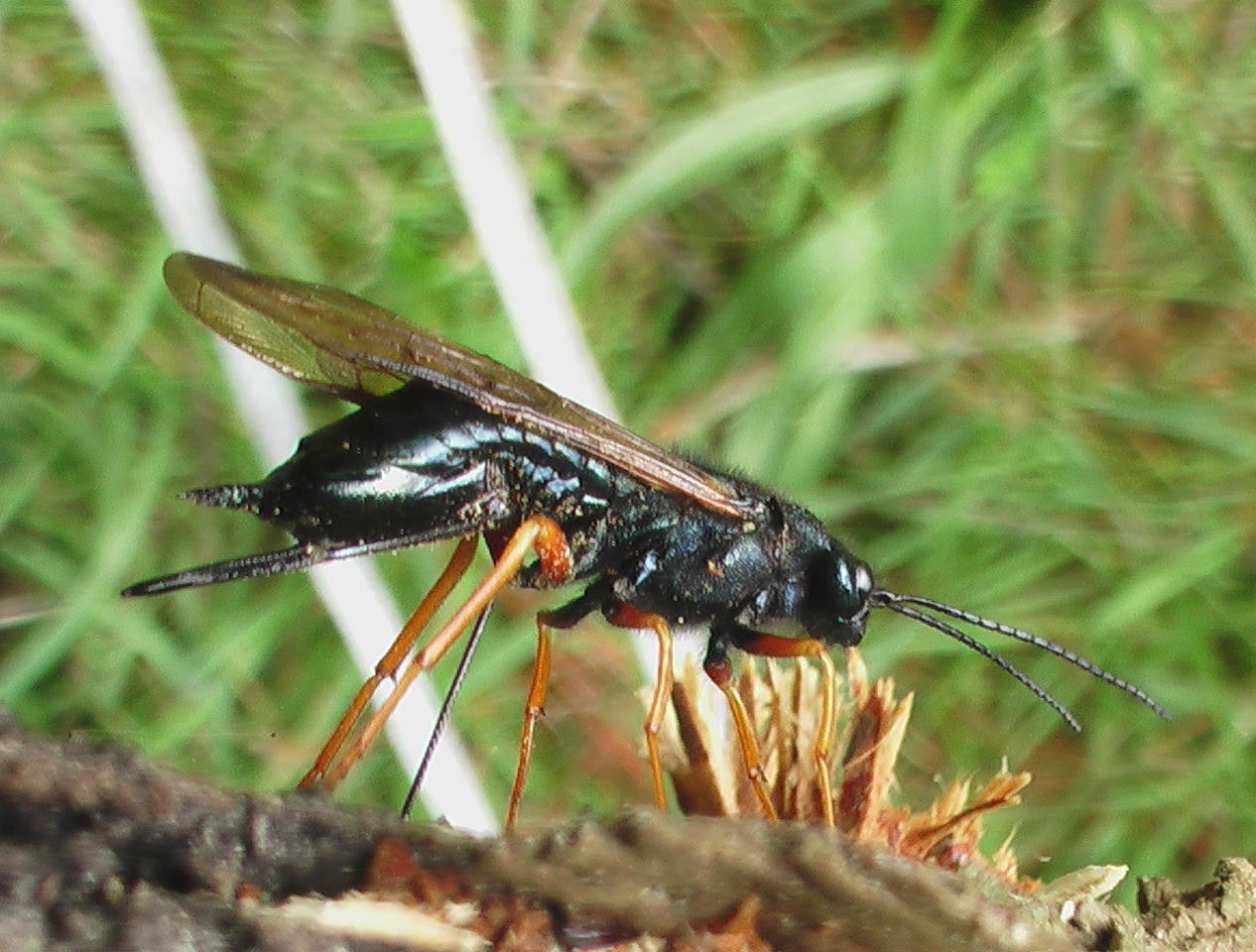
Femelle bleu acier pondant des œufs profondément dans le bois avec un ovipositeur fin partiellement inséré avec des dents en forme de lame de scie à chantourner.

Ces guêpes ont un corps cylindrique trapu, sans taille et effilé en un point au niveau de l'abdomen (15–36 mm de long chez les femelles qui sont un peu plus grandes que les mâles) long. Les deux sexes ont de longues antennes noires.
Une gaine sur l'abdomen de la femelle, dans laquelle est caché l'ovipositeur est une des particularités de l'espèce. Ce dard est relié à des organes spécialisés de l'abdomen dans lesquels la femelle stocke des segments d'hyphes qui se sont divisés en oïdies (spores fongiques asexuées). Ces spores sont déposées avec les œufs dans le bois de l'arbre hôte, où elles germent. Les larves et les adultes ont de fortes pièces buccales et sont donc capables de pénétrer même les plaques de plomb,.

### Larve
Les larves sont presque entièrement exemptes de pigments. Les pièces buccales puissantes avec lesquelles les larves se frayent un chemin à travers le bois sont clairement visibles. À leur extrémité arrière, elles présentent un cône pointu et sombre, qui sert à repousser la sciure dans le tunnel d'alimentation et contre ses parois. Extérieurement, cependant, elles ne diffèrent pas des larves d'autres espèces de guêpes des bois,.

## Écologie

### Répartition
L'aire de répartition de Sirex noctilio se situe à l'origine dans le Paléarctique tempéré et s'étend du Maghreb à travers l'Europe, la Sibérie et la Mongolie jusqu'au Kamtchatka.
En exportant du bois de chauffage et de construction d'Europe vers le reste du monde, l'espèce a également atteint l'Australie, l'Afrique du Sud et le continent américain. En Nouvelle Zélande, son arrivée date de la première moitié du XXe siècle. Elle a conduit à une mortalité massive de pins au début des années 1900 avant de se propager à la Tasmanie dans les années 1950 et à l'Australie continentale une décennie plus tard. À partir de 1980, l'espèce s'est propagée dans les plantations de pins en Uruguay, plus tard également en Argentine, au Brésil et au Chili ; en Afrique du Sud, elle a finalement été détectée en 1994. En Amérique du Nord, les signalements ont augmenté dans la région des Grands Lacs à partir de 2004 ; en 2009, la guêpe s'était propagée au Vermont, à New York, en Pennsylvanie, en Ohio, au Michigan et en Ontario, au Canada,.

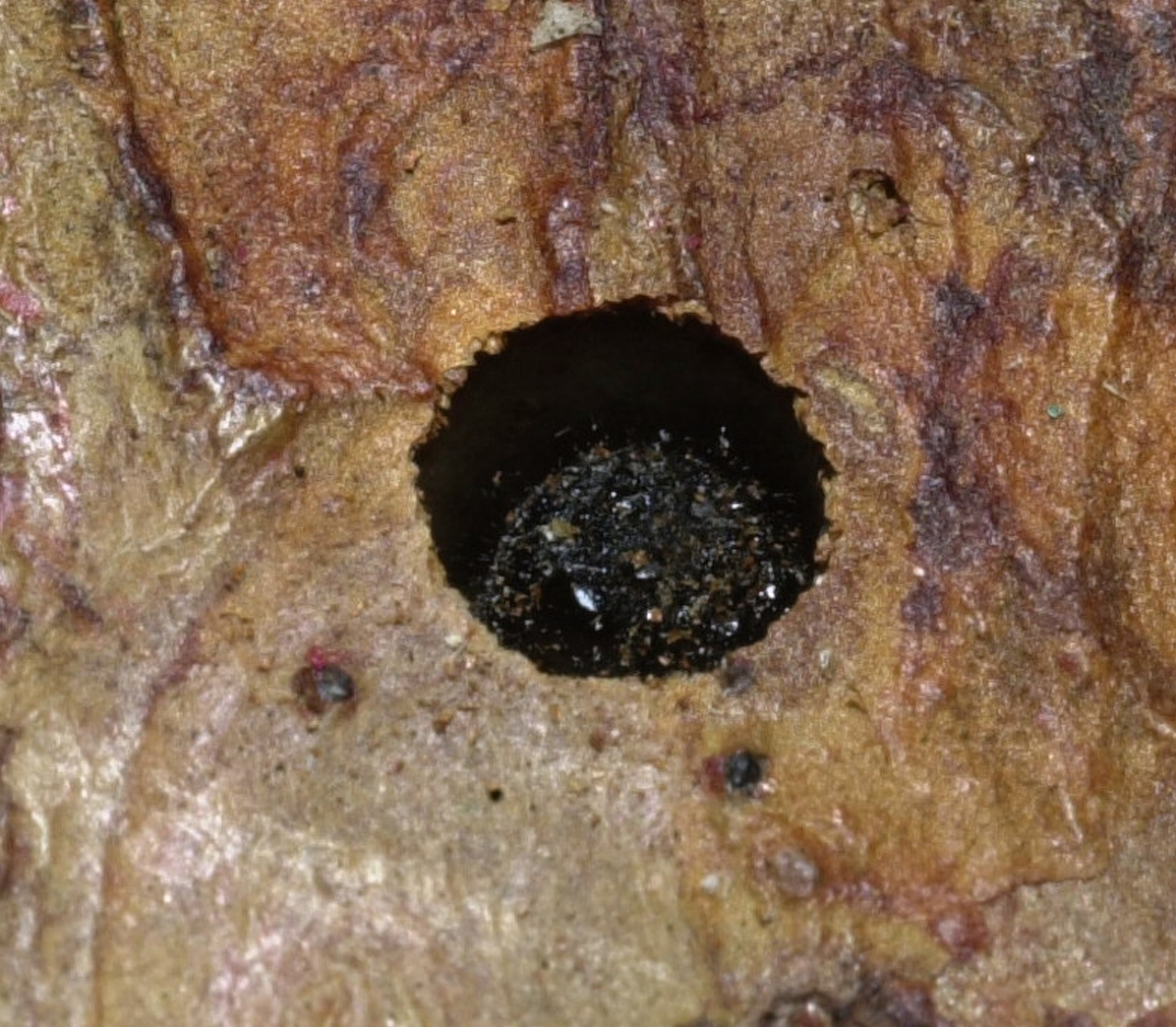
Trou d'envol de Syrex noctilio

### Plantes hôtes
Les plantes hôtes de cette guêpe sont toutes des conifères et en particulier les pins (Pinus sp.). En Eurasie, il s'agit du Pin sylvestre (P. sylvestris), du Pin maritime (P. pinaster) et du Pin noir (P. nigra). Dans l'hémisphère sud et en Amérique du Nord, la guêpe s'attaque à la fois aux espèces exotiques et indigènes, de préférence dans les plantations de bois.
Aux États-Unis, elle s'attaque principalement au Pin de Monterey (P. radiata) et au Pin à torches (P. taeda).

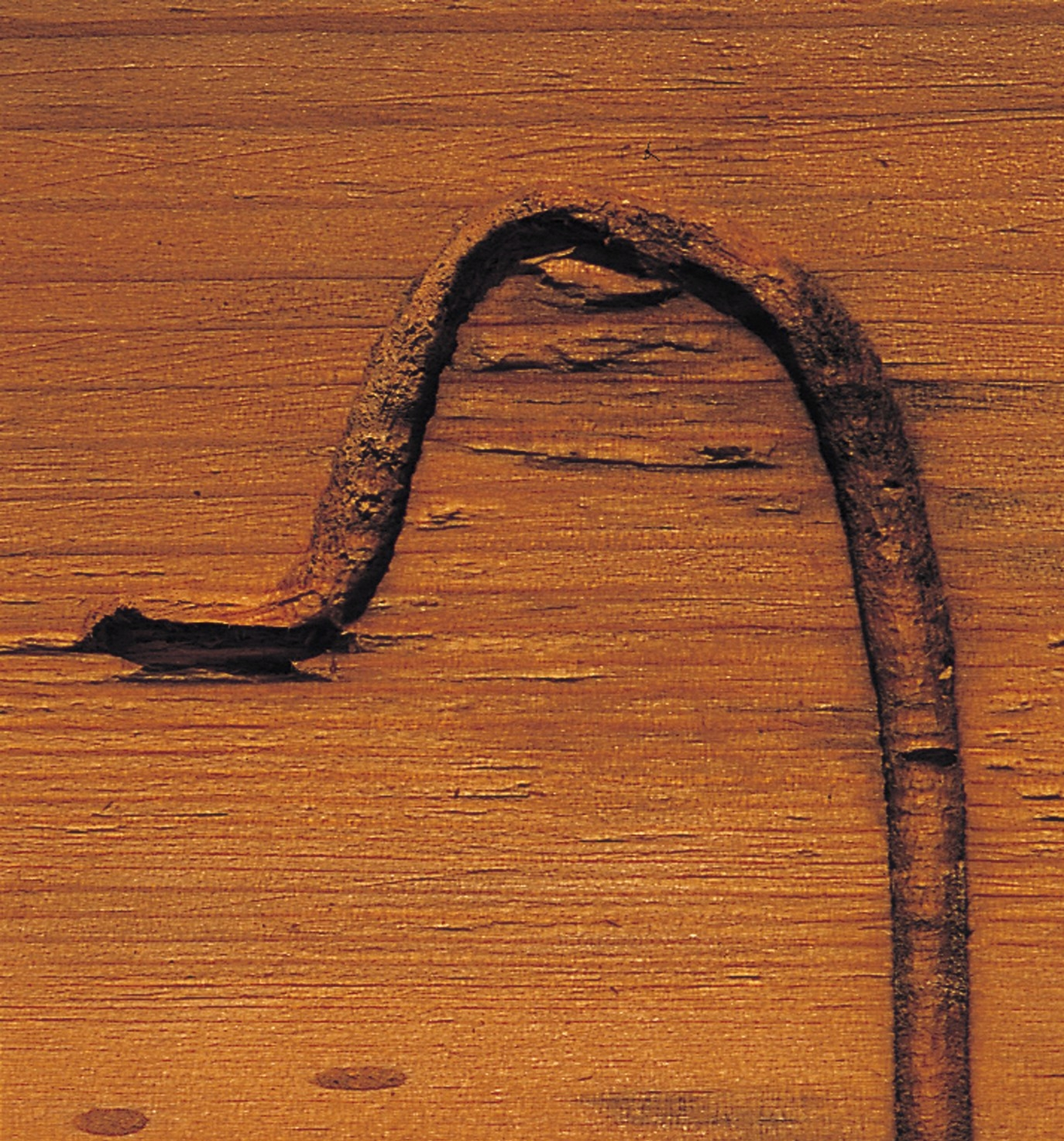
Passage d'alimentation d'une larve.

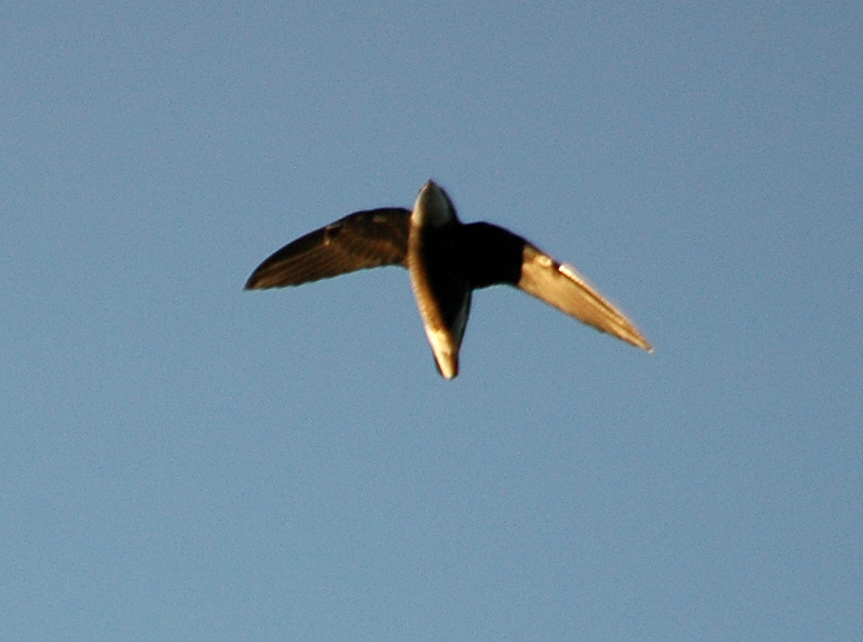
Le Martinet épineux (Hirundapus caudacutus) est l'une des espèces d'oiseaux australiens qui se nourrit occasionnellement de cette guêpe.

## Importance en tant que ravageur

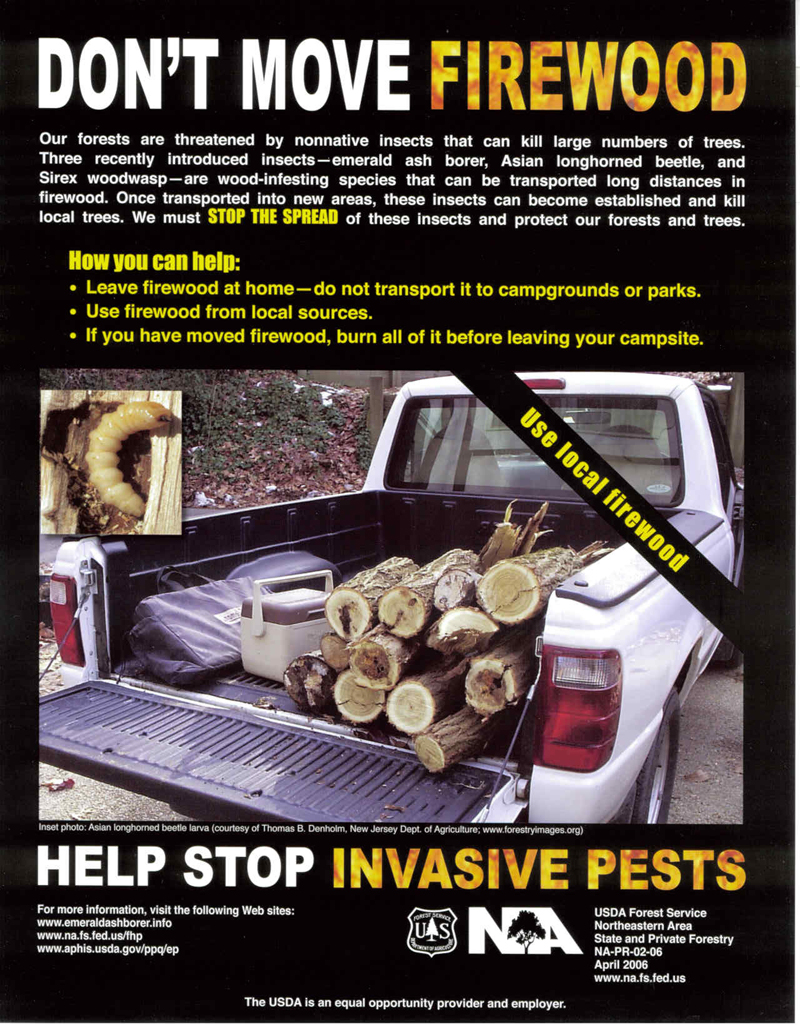
Affiche du Département de l'Agriculture des États-Unis mettant en garde contre le transport de bois de chauffage infesté.

### Impact sur la sylviculture
Le complexe Sirex - Amylostereum n'a pas d'importance forestière exceptionnelle dans son aire de répartition d'origine. Ici, la guêpe n'est présente que comme parasite secondaire d'arbres déjà infestés.
La situation est différente dans les zones où l'espèce a été introduite car elle menace alors principalement les monocultures de pins dans les régions chaudes et sèches et jusqu'à 80 % des arbres infestés meurent. La raison en est généralement le manque de stabilité des arbres de plantation à croissance rapide, qui n'ont souvent qu'un apport insuffisant en eau et en nutriments. De plus, la densité des peuplements d'arbres d'une même espèce augmente la susceptibilité à l'infestation. Cela concerne principalement les plantations de l'industrie du bois, mais aussi les peuplements de pins d'importance écologique dans les régions arides ou semi-arides.
Pour les provinces de l'Ontario et du Québec, une étude canadienne a trouvé des dommages entre 0,7 et 2,1 milliards de dollars américains en 28 ans.

### Lutte contre le ravageur
Alors que les propriétaires forestiers et les autorités forestières utilisaient initialement des insecticides pour contrôler la guêpe de l'épinette, la gestion forestière a maintenant abandonné cette méthode. Les raisons en sont les dommages causés aux espèces indigènes de guêpes des bois et autres insectes et le manque d'efficacité des principes actifs insecticides. Comme les imagos ne mangent pas et n'ont qu'une courte durée de vie, ils n'absorbent pratiquement pas de poison et sont très résistants aux insecticides. Cependant, les tentatives de lutte contre la guêpe bleue de l'épinette à l'aide de guêpes parasites ou à galles n'ont pas eu l'effet escompté. Les premiers succès ne sont venus qu'avec la découverte de la nématode Beddingia siricidicola. En Australie et en Nouvelle-Zélande, ce type de contrôle a déjà fait ses preuves, de sorte que la population y a fortement diminué,. À la suite des dommages causés aux forêts en Australie et en Nouvelle-Zélande, le bois résineux qui y est importé doit être certifié exempt de larves vivantes de Sirex. Ceci est réalisé, par exemple, par un traitement au bromométhane (CH 3 Br), un traitement thermique ou un écorçage.